# 5232 Jordaens
5232 Jordaens este un asteroid din centura principală de asteroizi.

## Descriere
5232 Jordaens este un asteroid din centura principală de asteroizi. A fost descoperit pe 14 august 1988 la Observatoire de Haute-Provence de Eric Walter Elst. Asteroidul prezintă o orbită caracterizată de o semiaxă mare de 2,86 ua, o excentricitate de 0,16 și o înclinație de 12,2° în raport cu ecliptica.